# Northrop Grumman RQ-4 Global Hawk
El Northrop Grumman RQ-4 Global Hawk es un vehículo aéreo no tripulado (UAV) tipo HALE empleado por la Fuerza Aérea de los Estados Unidos como una aeronave de reconocimiento y vigilancia aérea (ISTAR).
Desde el punto vista operacional y de diseño, el "Global Hawk" es muy similar al Lockheed U-2, el famoso avión espía estadounidense de los años 1950. Es capaz de asegurar una gran capacidad de seguimiento a objetivos. Para este objetivo el Global Hawk está provisto de un Radar de apertura sintética (SAR), que puede penetrar fácilmente en una zona cubierta por nubes o incluso en zonas con tormentas de arena. También lleva un equipo de óptica y de infrarrojos capaz de visualizar con una gran precisión una vasta extensión de terreno. Según estimaciones de las Fuerzas Aéreas, el avión es capaz de vigilar y proporcionar información de 103.600 km² de terreno por día, lo que equivale aproximadamente a toda la superficie de Portugal.
La unidad de Global Hawk ha supuesto un coste de 35 mil millones de dólares estadounidenses, que incluyendo los costes de investigación y desarrollo, podría elevarse a 218 millones por aparato.

## Componentes

### Electrónica
| Sistema      | País | Fabricante | Notas         |
| ------------ | ---- | ---------- | ------------- |
| Red de datos |      |            | MIL-STD-1553B |

## Historia operativa
Los test de vuelos de la Fuerza Aérea estadounidense han sido realizados por el Escuadrón de Test de Vuelos n.º 452 en la Base Edwards. El avión ha sido utilizado por la 9ª Ala de Reconocimiento y el 12º Escuadrón de Reconocimiento desde la Base de Beale.
Los prototipos del Global Hawk ATCD han sido utilizados en la Guerra de Afganistán y en la Guerra de Irak. Desde abril de 2010 también vuelan la "Ruta Norteña", desde la Base de la Fuerza Aérea Beale hasta Canadá y el Sureste Asiático, demostrando una reducción de costes y tiempo de vuelo en las tareas de vigilancia.
Los operadores que lo utilizan buscan un avión que se mantenga preparado para cualquier salida. Su capacidad de recolección de datos está siendo muy alabada, pero el avión sufre todavía un gran número de accidentes, con 2 aviones perdidos en pruebas, y más de una cuarta parte de los utilizados en combate han desaparecido. De acuerdo con los informes dados por la prensa australiana, los accidentes que fueron debidos a "fallos técnicos o mantenimiento deficiente" provocaron una relación de fallo por hora de vuelo en combate 100 veces superior a la relación de los F-16. El fabricante ha argumentado que no es justo comparar un avión completo como el F-16 con un prototipo y que el mantenimiento que se está llevando de los aviones no es el mismo que el de un caza convencional.    
Hasta noviembre de 2010 se han perdido tres Global Hawks en accidentes.

### Récords
El 21 de marzo de 2001 el avión número 982003, el tercer ACTD producido, consiguió el récord de duración de vuelo de un UAV, en 30 horas, 24 minutos y 1 segundo, volando desde Edwards. Durante el mismo vuelo batió el récord absoluto de altitud en 19.928 metros, que fue más tarde superado por la NASA, con el prototipo Helios.
El 24 de abril de 2001 un Global Hawk completó un vuelo sin paradas entre la Base Edwards en los Estados Unidos y la Base Edinburgh en Australia, haciendo historia, ya que sería el primer vuelo sin piloto en sobrevolar el Océano Pacífico. El vuelo duró 22 horas, batiendo el récord de distancia absoluta recorrida por un UAV, en 13.219,86 km (velocidad media: 600,90 km/h).
El 11 de febrero de 2010 los Global Hawks se desplegaron en 30.000 h de combate y en más de 1.500 salidas.

### Derribo por Irán
El 19 de junio de 2019, un BAMS-D RQ-4A de la Marina de los EE. UU. que sobrevolaba el espacio aéreo de Irán en Golfo Pérsico cerca del Estrecho de Ormuz fue derribado por un misil tierra-aire de Khordad disparado desde cerca de Garuk, Irán, en el contexto de la crisis del Golfo Pérsico de 2019-2022.

## Variantes
RQ-4A
RQ-4B
RQ-4Nrealiza funciones de vigilancia marítima en la Armada de los Estados Unidos.
RQ-4 Tritónversión para la Armada de los Estados Unidos

### Variante miniatura
Scaled Composites y Northrop Grumman ofrecen también un avión al 50% de la escala original del RQ-4A, conocido actualmente como el Model 396, que compite por el programa USAF Hunter-Killer.

### EuroHawk
El gobierno alemán junto con la Comisión Europea fabricó cinco aparatos bajo licencia de Northrop Grumman, pero en 2013 la autoridad aeronáutica alemana denegó la certificación de operación del Eurohawk en el espacio aéreo alemán civil al no disponer de ACAS (Airborne Collision Avoidance System) y ya que un rediseño para cumplir con las normativas podría causar un gran aumento de los costes y no garantizaría que se consiga la certificación, el ministerio de defensa alemán tomó la decisión de no adquirir los cinco aparatos y cancelar el programa con el primer prototipo ya listo y el segundo aparato cerca de ser entregado.
En 2013 el gobierno de Polonia encargó cinco aparatos para su fuerza aérea.

## Especificaciones técnicas (RQ-4A)

### Características generales
- Tripulación: 0
- Carga:  1.636,6 kg
- Longitud: 13,54 m
- Envergadura: 35,41 m
- Peso vacío: 3.851 kg
- Peso cargado: 10.387 kg
- Peso máximo al despegue: 14.628 kg
- Planta motriz:   .

### Rendimiento
- Velocidad máxima operativa (Vno):  800 km/h
- Velocidad crucero (Vc): 650 km/h
- Radio de acción: 24.985 km
- Alcance en combate: 36 h
- Techo de vuelo: 19.812 m

## Operadores
Estados Unidos

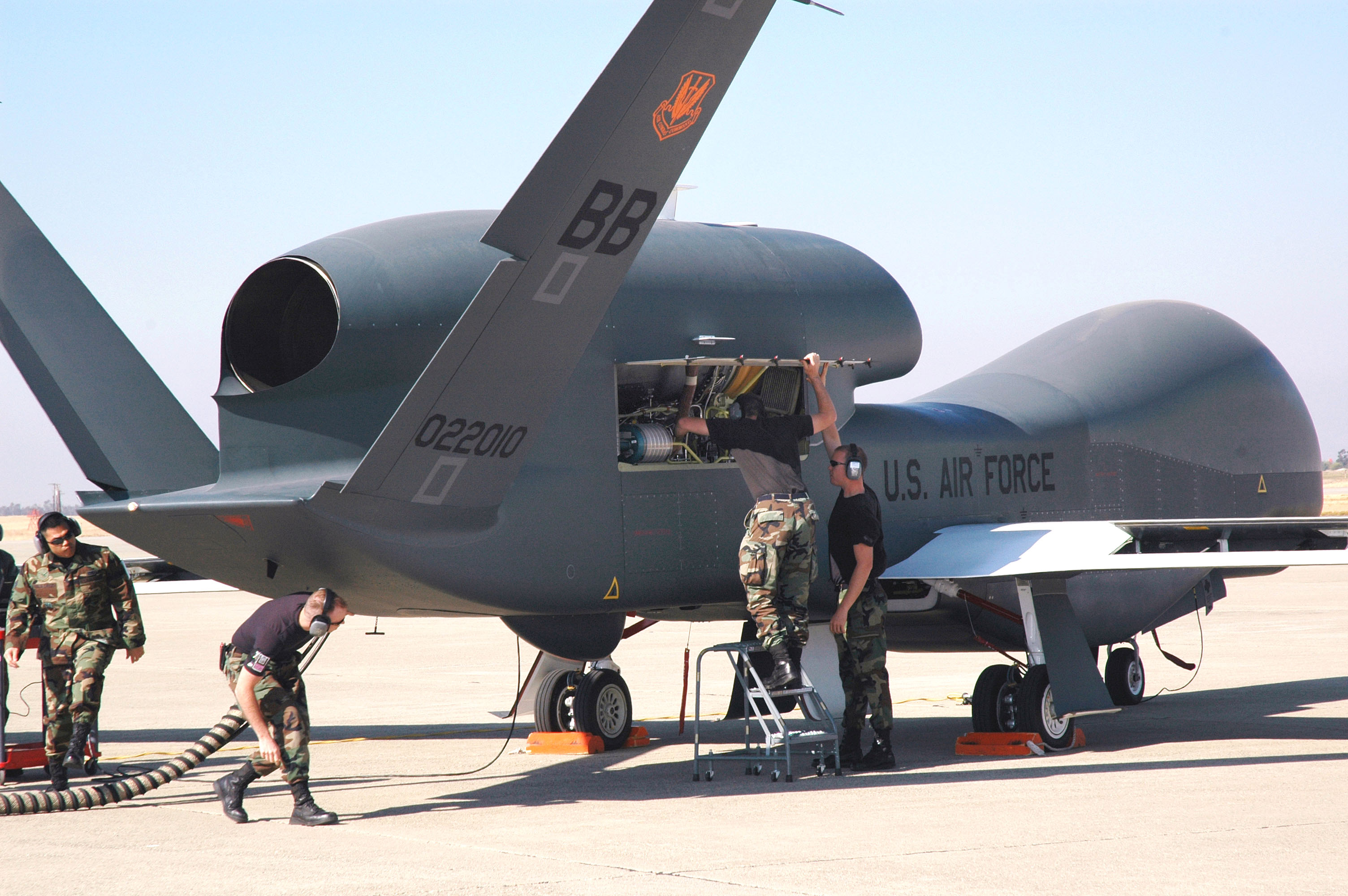
Personal de mantenimiento prepara un Global Hawk para unas pruebas en la Beale Air Force Base.

- Fuerza Aérea de los Estados Unidos
  - Air Combat Command
    - 319.ª Ala de Reconocimiento
      - 12º Escuadrón de Reconocimiento - Base Aérea de Beale, California

  - Air Force Materiel Command
    - 53.º Grupo de Test y Evaluación
      - 31.º Escuadrón de Test y Evaluación - Base Aérea de Edwards, California

  - Air Force Reserve Command
    - 940.º Grupo de Operaciones
      - 13.º Escuadrón de Reconocimiento - Base Aérea de Beale, California
- NASA
  - Dryden Flight Research Center

 Corea del Sur
- Fuerza Aérea de la República de Corea – 4 aeronaves pedidas en 2014, primera entregada el 23 de diciembre de 2019.[18][19][20]

 Japón
- Fuerza Aérea de Autodefensa de Japón – 3 aeronaves pedidas en noviembre de 2018 para ser entregadas hasta el 1 de septiembre de 2022.[21][22]

 OTAN
- Alliance Ground Surveillance – 5 aeronaves pedidas, primera entregada el 21 de noviembre de 2019.[23]

### Desarrollos relacionados
- Scaled Composites Model 396
- Northrop Grumman MQ-4C Triton

### Aeronaves similares
- RQ-3 DarkStar
- General Atomics MQ-9 Reaper
- Guizhou Soar Eagle
- Guizhou Soar Dragon
- EADS Talarion
- IAI Eitan

### Secuencias de designación
- Secuencia _Q-_ (Vehículos aéreos no tripulados estadounidenses, 1962-presente): Q-1/C - Q-2 - Q-3 - Q-4/C - Q-5 - Q-6 - Q-7 →

### Listas relacionadas
- Anexo:Vehículos aéreos no tripulados
- Anexo:Aeronaves de la Fuerza Aérea de los Estados Unidos (históricas y actuales)